# Józef Rusiecki
Józef Rusiecki (ur. 12 marca 1947 w Bronikowie, zm. 8 listopada 2000) – pedagog polski, założyciel, pierwszy rektor i patron Olsztyńskiej Szkoły Wyższej.

## Życiorys
Kształcił się w Liceum Pedagogicznym w Lidzbarku Warmińskim, następnie w Studium Nauczycielskim Wychowania Fizycznego w Gdańsku i na Akademii Wychowania Fizycznego w Warszawie (magisterium w 1975). Pracował m.in. jako nauczyciel wychowania fizycznego w Technikum Ekonomicznym w Braniewie oraz w olsztyńskim Kuratorium Oświaty (dochodząc do stanowiska wicekuratora). W Wyższej Szkole Pedagogicznej w Olsztynie prowadził zajęcia z teorii i metodyki wychowania oraz etyki i deontologii zawodu nauczyciela. W 1983 na Wydziale Wychowania Fizycznego Akademii Wychowania Fizycznego w Warszawie obronił rozprawę doktorską Próba określenia empirycznego modelu nauczyciela wychowania fizycznego. Pod jego kierunkiem stopień magistra uzyskało około 200 studentów Wyższej Szkoły Pedagogicznej w Olsztynie.
W 1990 założył Przedsiębiorstwo Wielobranżowe GLOB, zajmujące się organizacją kursów i szkoleń oraz wypoczynku letniego i zimowego młodzieży. Był również inicjatorem powołania Autorskiego Liceum Ogólnokształcącego (1994) i Policealnego Studium Fizjoterapii i Informatyki w Olsztynie, a w 1997 niepaństwowej uczelni, Olsztyńskiej Szkoły Wyższej, której został pierwszym rektorem. Uczelnia początkowo prowadziła zawodowe studia na kierunku pedagogika, rozszerzając z czasem swoją ofertę.
Zainteresowania naukowe i zawodowe Józefa Rusieckiego obejmowały pedagogikę, pedeutologię, organizację i zarządzanie oświatą, wychowanie w szkole i ZHP (był wieloletnim instruktorem harcerskim, m.in. zastępcą komendanta Chorągwi Warmińsko-Mazurskiej ZHP), kształcenie ustawiczne, szkolnictwo niepubliczne. Zainteresowania te realizował zarówno w inicjatywach oświatowych, jak i badaniach naukowych. Ogłosił około 120 publikacji. Działał w Polskim Towarzystwie Naukowym Kultury Fizycznej (kierował oddziałem olsztyńskim) i Towarzystwie Przyjaciół Dzieci (wiceprzewodniczący zarządu wojewódzkiego).
Zginął w wypadku samochodowym, razem z profesorami Uniwersytetu Warmińsko-Mazurskiego, pedagogiem Wiesławem Ciczkowskim (jednocześnie prorektorem Olsztyńskiej Szkoły Wyższej) i architektem Walerianem Wierzchowskim. W chwili śmierci był w trakcie przewodu habilitacyjnego na Uniwersytecie Gdańskim na podstawie rozprawy Nauczyciele okresu transformacji – próba diagnozy zawodu (1999). W 2001 jego imię nadano Olsztyńskiej Szkole Wyższej, został również uhonorowany tablicą pamiątkową na uczelni, a w marcu 2005 odbyła się tamże konferencja naukowa Świat człowieka w perspektywie wiedzy humanistycznej. Józef Rusiecki – pro memoria. 19 marca (dzień imienin Józefa Rusieckiego) obchodzony jest na Olsztyńskiej Szkole Wyższej jako święto patrona.